# Årdals gamla kyrka
Årdals gamla kyrka är en timrad långkyrka i byn Årdal i Hjelmelands kommun i Rogaland fylke i sydvästra Norge. Den är församlingskyrka i Årdals socken i Stavangers stift. 

## Kyrkobyggnaden
Årdals gamla kyrka är en och en av de mest särpräglade renässanskyrkorna på Västlandet, den så kallade Stavangerrenässansen. Första delen av kyrkan byggdes 1619 och ersatte en tidigare kyrka, troligen från 1200-talet. Den fick torn 1623–1625. Skeppet restes och första byggnadsperioden avslutades med koret 1626. Därefter skedde tillbyggnader och kyrkan fick sin slutliga trappstegsutformning, omtalat som ”Kyrkja under tre tak”. Ett nytt torn och vapenhus tillkom 1707–1709. Väggarna är dekorerade 1703 med rankdekor, och taket med en framställning av Salvator Mundi och tio profeter.
En ny kyrka byggdes 1914-16 med medel i huvudsak från tidigare USA-emigranter. På grund av osämja mellan donatorerna och staten skedde invigningen först 1919. Den gamla kyrkan är i dag kulturminnesmärkt men den brukas fortfarande några gånger om året för bland annat bröllop och Olofsmässan.

## Inventarier
Kyrkan har en ovanligt rik renässansinteriör med altartavla och predikstol snidade av Thomas Snekker och målade av Gottfried Hendtzschel 1631–1634. Korskranket och kyrkbänkarna är också tillverkade av Thomas Snekker under samma tid. Sittbänkarna är rikt dekorerade och är indelade efter gårdar där de med högst status satt längst fram medan torpare inte hade egna markerade platser.
Kyrkan är invändigt rikt dekorerad från golv till tak med varierande motiv från blommor och bilder med framställning av Golgata på altartavlan som kulmen. Utsmyckningar av kyrkorummet var från medeltiden och framåt en viktig del i förkunnelse och utbildning. I dag återfinns endast rester av denna konstteologi, vilken har bevarats i Årdals gamla kyrka. 
Inventarierna och dekorationerna restaurerades 1964.

## Bilder

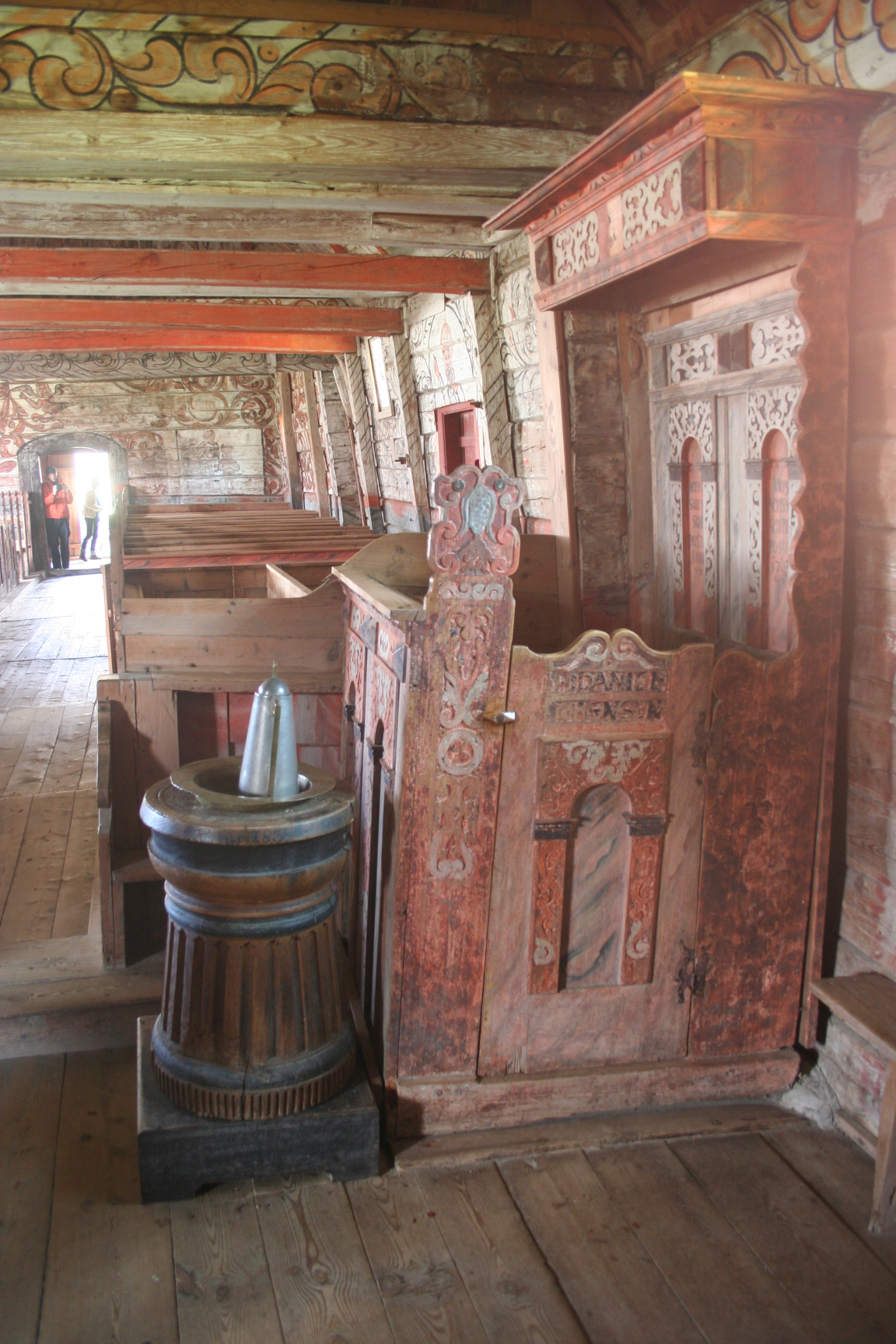
Dopfont.
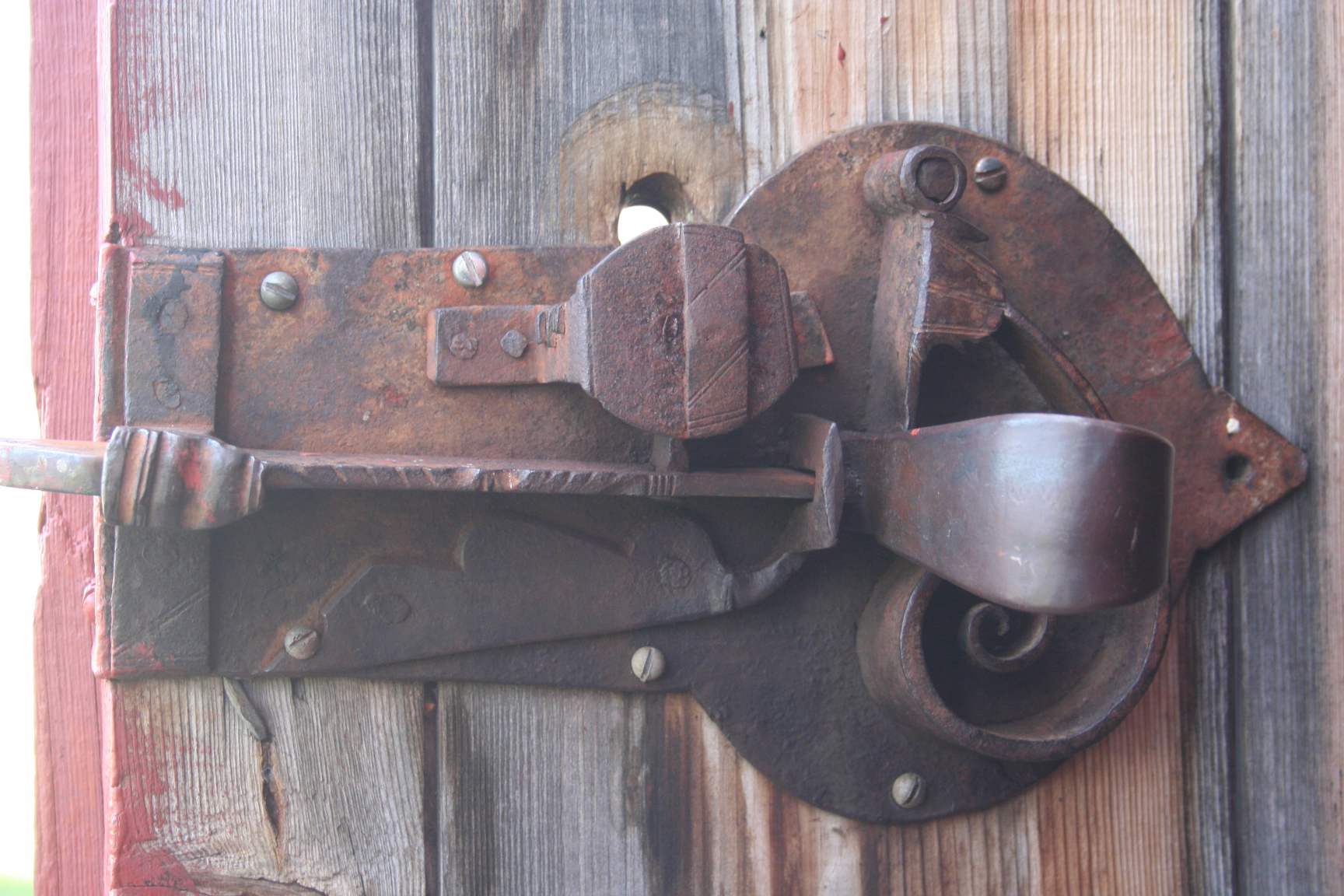
Lås.
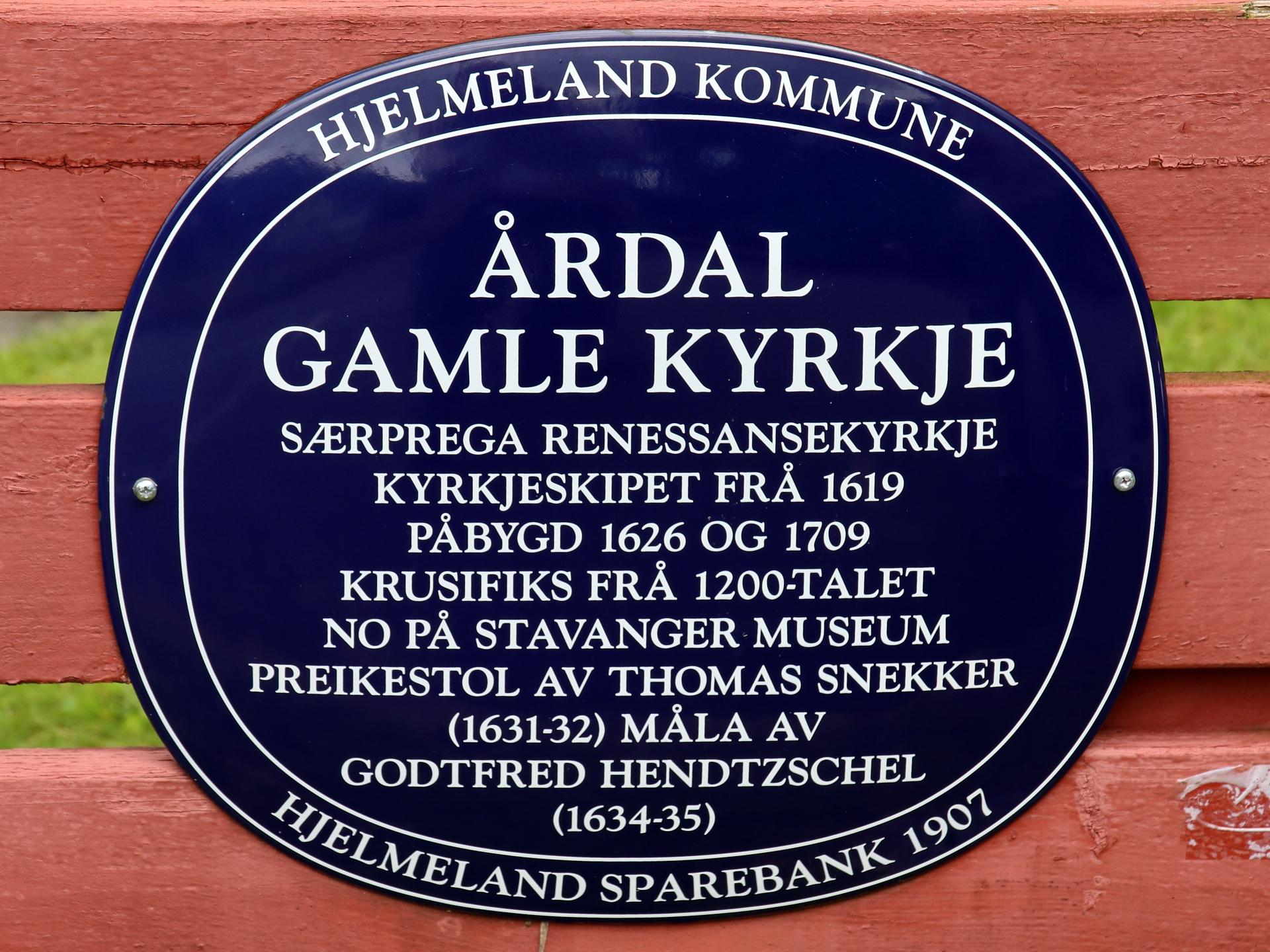
Informationsskylt.